# Avenue Gallieni (Bagnolet)
Pour les articles homonymes, voir Avenue Gallieni.
L'avenue Gallieni est un des axes importants de Bagnolet.

## Situation et accès
Orientée du nord au sud, elle suit le tracé de la route départementale 38, dans l'axe de l'avenue du Général-de-Gaulle, et se termine à la limite de Paris, au carrefour avec la rue Édouard-Vaillant.
Elle est desservie par:
- La gare routière internationale de Paris-Gallieni
- La station de métro Gallieni

## Origine du nom

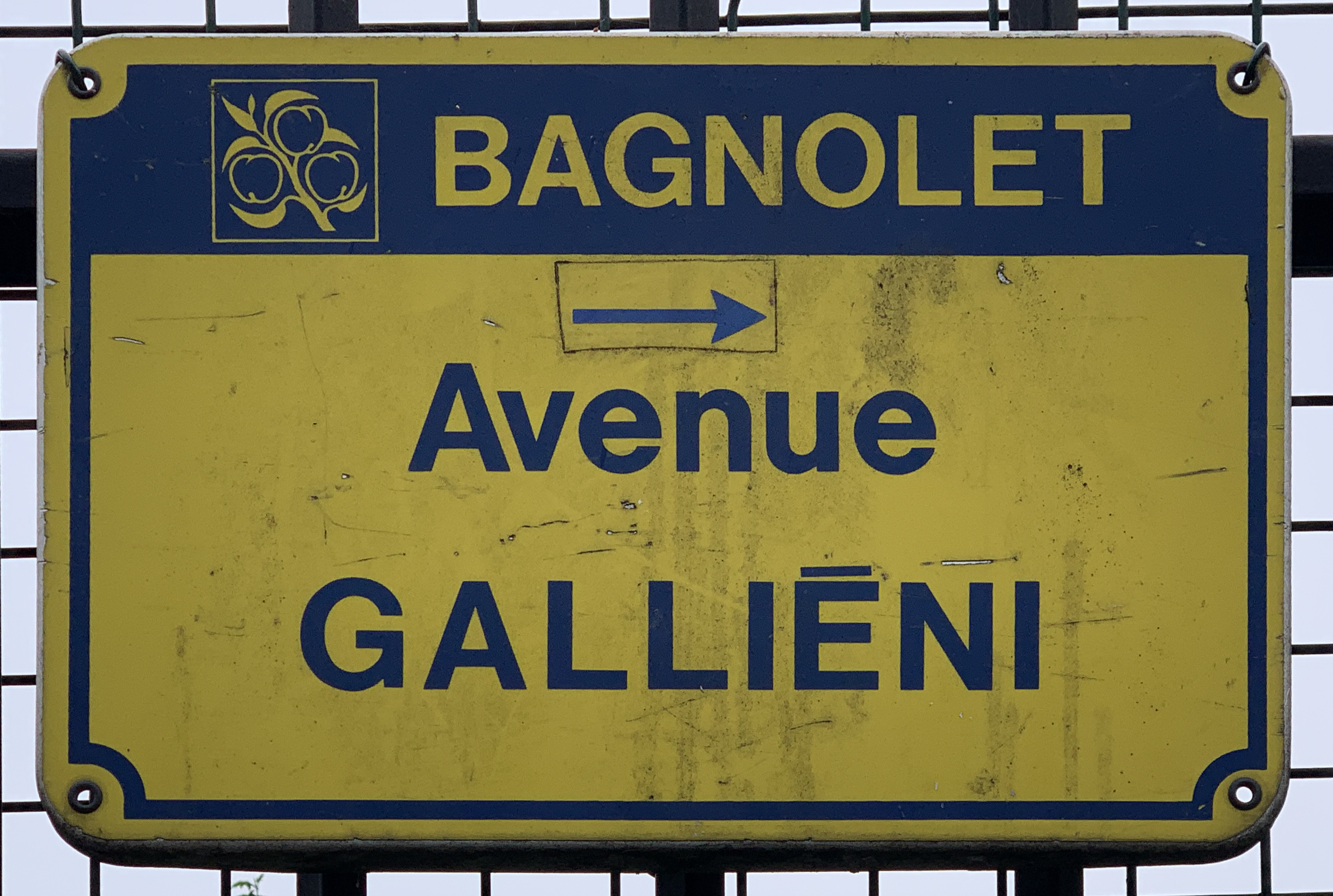
Plaque de l'avenue.

Elle est nommée ainsi en hommage à Joseph Gallieni (1849-1916), défenseur de Paris lors de la Première Guerre mondiale. Il est à noter qu'elle reçut improprement un accent sur le 'e' de Gallieni.

## Historique

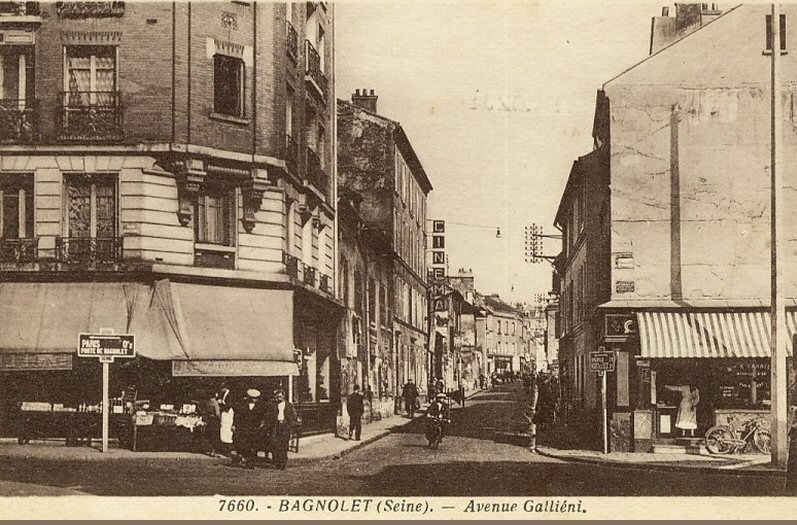
Bagnolet: L'avenue Gallieni.

L'avenue est créée en 1890 avec l'ouverture des chemins de grande communication, sous le nom d'avenue du Centenaire.
Elle est la première voie à traverser le parc de l’ancien
château de Bagnolet, détruit à la fin du XVIIIe siècle.
En tant que voie de circulation limitrophe de Paris, elle figure sur la série photographique 6 mètres avant Paris, réalisée en 1971 par Eustachy Kossakowski.

## Bâtiments remarquables et lieux de mémoire
- Le passage des Italiens, qui fait mémoire de l'installation de travailleurs italiens lors l'expansion de la ville[4].
- Un ancien marché à la ferraille, extension du marché aux puces de la porte de Montreuil, s'y est tenu au long du XXe siècle[5],[6].